# Roger Lescure
Pour les articles homonymes, voir Lescure.
Roger Lescure, né le 23 décembre 1912 à Albussac, en Corrèze, et mort le 31 mai 2009 à Terrasson-Lavilledieu, en Dordogne, est un résistant français des Forces françaises de l'intérieur.

## Biographie
Cafetier de profession, il met à disposition à partir de juin 1941 son établissement (qu'il dirige avec son épouse) au parti communiste clandestin dirigé par Germain Auboiroux et Paul Peyraud. C’est la diffusion décisive de la presse clandestine, le travail unitaire fructueux avec Combat (journal) en 1942, sous l’impulsion de Maurice Bourdelle, des frères Henri et Édouard Valéry, et d’autres qui débouche, le 11 novembre, sur la manifestation considérable face à l’arrivée des troupes allemandes. Arrêté en tant que communiste en avril 1943, il s'évade et continue de soutenir la lutte.
Fin octobre 1943, il est envoyé en Dordogne pour organiser puis diriger à Fanlac une école qui forme les officiers et sous-officiers de la Résistance intérieure française.
Les attaques des maquis sont nombreuses les Allemands surnommeront la région Limousin "la petite Russie".
Il visite les trois départements de l'inter région Corrèze, Lot et Dordogne avec Henri Valéry qui retrouve son frère Édouard Valéry, et qui était depuis le début mai 1944 commissaire des opérations des FTPF.
Début 1944, il est nommé commissaire aux opérations, tout d'abord concernant la Dordogne, avec Roger Ranoux alias Hercule puis la 5e région FFI (R5), avant d'être promu lieutenant-colonel, affecté à l'état-major de cette région. Il aide à la libération d'Égletons, et est chargé du bataillon de sécurité qui se met en place à la Libération de la région.
Il est nommé commandant adjoint du 134e régiment d'infanterie, qu'il a aidé à former, comme le 126ème et qui est composé de maquisards de sa région. Ce régiment est en poste à Metz de juin à novembre 1945, puis participe à l'occupation de l'Allemagne. Le Général de Gaulle exprima sa considération pour la Résistance en nommant dans l’ordre de la Libération Lescure, Louis Godefroy et Georges Guingouin issus de la Résistance F.T.P. Lescure est démobilisé en 1946.
Le Mémorial Corrézien de la Résistance et de la Déportation sera fondé avec Roger Lescure, puis Albert Uminski. Ils ont repris une idée chère à Roger, unir les cinq compagnons corréziens de la Libération dans une pensée commune à Martial Brigouleix, Gilbert Bugeac, Georges Monéger, Elie Rouby.
Ayant repris son activité de commerçant cafetier, il devient ensuite entrepreneur en exploitation de carrière puis commerçant dans l'habillement jusqu'à sa retraite, en 1978.
En 2002, l’Union des associations des anciens combattants Résistants Corréziens se met en place sous la présidence d’Albert Uminski et Roger Lescure, représentant les deux principales tendances de la Résistance L’Union a œuvré, dès ses
débuts, à l’implantation d’un monument commun à la mémoire de toutes les victimes de la guerre. Avec le concours du Conseil général de l’époque et l’accord des Autoroutes du Sud de la France, c’est l’aire de Corrèze, sur l’Autoroute A89 (France), à Vitrac-sur-Montane, qui a été retenue. Une croix de Lorraine à double fût, haute de douze mètres. Réalisée en acier, elle domine le site et symbolise l’union de la Résistance corrézienne. Le Mémorial Corrézien de la Résistance, de la Déportation et des Martyrs a été inauguré le 10 septembre 2004, en présence de Madame Bernadette Chirac, conseillère générale du canton de Corrèze, de Jean-Pierre Dupont, président du Conseil général de la Corrèze et d'autres personnalités.
Décédé le 31 mai 2009 à Terrasson-Lavilledieu, il est enterré à Brive-la-Gaillarde.

## Distinctions
- Commandeur de la Légion d'honneur
- Compagnon de la Libération par décret du 17 novembre 1945
- Médaille de la Résistance française avec rosette par décret du 24 avril 1946[5]
- Croix du combattant volontaire de la guerre de 1939–1945